# Synchiropus grinnelli
Synchiropus grinnelli és una espècie de peix de la família dels cal·lionímids i de l'ordre dels perciformes.

## Morfologia
- Els mascles poden assolir 6,5 cm de longitud total.[4][5]

## Hàbitat
És un peix marí, d'aigües profundes i demersal que viu fins als 357 m de fondària.

## Distribució geogràfica
Es troba a les Filipines i Indonèsia.

## Observacions
És inofensiu per als humans.